# Barraca del camí del Mas Roig V
La Barraca del camí del Mas Roig V és una obra del Pla de Santa Maria (Alt Camp) inclosa a l'Inventari del Patrimoni Arquitectònic de Catalunya.

## Descripció
És, en realitat, una barraca de planta rectangular, que la casella li confereix un aspecte exterior circular. Està orientada al sud. Presenta un portal capçat amb llinda i arc de descàrrega. La barraca presenta a la seva esquerra una acumulació de pedra sobrera que li dona una aparença de gran construcció. A l'interior hi ha una falsa cúpula tancada amb una llosa amb una alçada màxima de 3'56m. La cambra interior és rectangular i mesura 2m de fondària i 3'34m d'amplada.
A l'interior hi ha també una menjadora i un cocó.